# Akcja Werwolf
Akcja Werwolf (niem. Aktion Werwolf, pol. Akcja Wilkołak) – akcja pacyfikacyjno-wysiedleńcza przeprowadzona przez Niemców na Zamojszczyźnie w czerwcu i sierpniu 1943 roku, podczas której wysiedlono od 30 do 60 tys. Polaków ze 171 wsi. Przesiedlenia w ramach akcji Werwolf były najbrutalniejszymi działaniami niemieckiej administracji na tym terenie i miały na celu całkowite „oczyszczenie terenu” z Polaków pod niemiecką i ukraińską kolonizację.

## Cel akcji
Akcja była praktyczną realizacją nazistowskiego planu Generalplan Ost, zakładającego zdobycie „przestrzeni życiowej” dla Niemców. Jej celem było całkowite wysiedlenie ludności polskiej z terenu Zamojszczyzny i zasiedlenie go Niemcami. Akcja była trzecią z kolei próbą niemieckiej kolonizacji tych terenów dokonaną w czasie okupacji. Zasiedlane przez Niemców wioski miały być dodatkowo otaczane pasem miejscowości zamieszkiwanych przez Ukraińców (akcja Ukraineraktion) i volksdeutschów. Miały one stanowić strefę ochronną, odgradzając „rasę panów” od ewentualnych ataków polskich partyzantów. Docelowo Niemcy zamierzali wysiedlić ok. 30 000 osób w czasie zakrojonych na szeroką skalę działań przeciwpartyzanckich i pacyfikacji.

## Siły niemieckie
Operacja zakrojona była na szeroką i niespotykaną do tej pory skalę w okupowanej Polsce. W akcji wzięły udział 154. i 174. dywizje rezerwowe Wehrmachtu, bataliony siedmiu pułków policji, dywizjony policji konnej, zmotoryzowane bataliony żandarmerii, bataliony „Ostlegionów, a nawet eskadry lotnictwa. W operację zaangażowano duże siły żandarmerii wojskowej, SS, pomocniczą policję ukraińską oraz w sumie ok. 10 000 żołnierzy Wehrmachtu.

## Przebieg akcji
Pomimo że przygotowania do akcji zakończono pod koniec maja 1943 roku, działania podjęto dopiero w czerwcu, po ściągnięciu dodatkowych jednostek Wehrmachtu pod dowództwem Odilo Globocnika. Wzmocnienie sił niemieckich wiązało się z połowicznymi sukcesami poprzednich akcji pacyfikacyjnych, którym stawili opór polscy partyzanci w tzw. powstaniu zamojskim. Akcja Werwolf rozpoczęła się w nocy z 23 na 24 czerwca 1943 roku silnym uderzeniem jednostek Wehrmachtu i policji na miejscowości leżące w gminie Aleksandrów. Żołnierze niemieccy łapali ludność cywilną, podpalali gospodarstwa oraz mordowali mężczyzn, którzy nie zdążyli zbiec do lasów. Ujęte kobiety i dzieci transportowano do obozów przejściowych w Zamościu, Zwierzyńcu i Budzyniu, gdzie po przeprowadzeniu selekcji rasowej transportowano je dalej zgodnie z grupą kwalifikacyjną do obozów koncentracyjnych, bądź deportowano do pracy przymusowej w III Rzeszy. Dzieci uznane za aryjskie trafiały do niemieckich rodzin adopcyjnych, gdzie miały zostać poddane germanizacji.
Akcja Werwolf powiązana była także z inną akcją o kryptonimie Akcja Ukraińska (niem. Ukraineraktion). W ramach tej akcji na teren powiatu hrubieszowskiego przesiedlono także ok. 7 tys. Ukraińców, którzy czasowo mieli stanowić pas ochronny osłaniający niemieckie kolonie na Rzeszowszczyźnie. Następstwem niemieckich działań przesiedleńczych było wywołanie poważnych napięć między Ukraińcami i Polakami, które doprowadziło do walk między obiema grupami narodowościowymi.
W trakcie akcji Werwolf doszło do wielu morderstw, rabunków i gwałtów na ludności cywilnej. Egzekucje jako narzędzie masowego terroru przeprowadzano w tzw. Rotundzie Zamojskiej, gdzie rozstrzelano ok. 8000 osób. Ogółem wysiedlono od 30 do 60 tys. osób ze 171 wsi w powiatach: biłgorajskim, tomaszowskim, zamojskim i hrubieszowskim. Większość trafiła do obozów koncentracyjnych, m.in. w Lublinie na Majdanku. 4454 dzieci zostało wywiezionych do III Rzeszy, gdzie zostały zgermanizowane. Prowadzona przez niemieckie władze okupacyjne w latach 1941–1943 akcja wysiedlania ludności polskiej z obszaru Zamojszczyzny była częścią zakrojonego na dużą skalę planu nowej kolonizacji zajętych przez Niemców terenów Europy Środkowowschodniej. W latach 1939–1944 łącznie wysiedlono z tych terenów około 110 tys. Polaków z 297 wsi.
Ze względu na akcje odwetowe partyzantki oraz trudną sytuację Niemców na froncie wschodnim przesiedlenia w połowie lipca 1943 roku zostały zawieszone. W wyniku szeregu akcji partyzanckich dokończenie tej akcji Niemcy przesunęli na okres powojenny. Przyczynił się do tego również sprzeciw gubernatora Hansa Franka, który odwołał Odilo Globocnika z pełnionej funkcji. Zastąpił go Jakob Sporrenberg, który zimą i wiosną 1944 roku nadzorował wielkie akcje pacyfikacyjne na terenie dystryktu lubelskiego GG.